# 盗馬賊
盗馬賊（原題：盗马贼、英題：Horse Thief）は、1986年に公開された中国映画。監督は田壮壮（ティエン・チュアンチュアン）。
1923年のチベットを舞台としてドキュメンタリータッチで描いた作品で、出演者は現地のチベット人から選ばれている。第三世界映画祭クリーパオ市大賞受賞。

## 出演
- ロールブ：才項仁増（ツァイ・シャンレンズン）
- トルマ：旦技姫（ダン・チーチー）